# Clematis yui
Clematis yui är en ranunkelväxtart som beskrevs av Wen Tsai Wang. Clematis yui ingår i släktet klematisar, och familjen ranunkelväxter. Inga underarter finns listade i Catalogue of Life.